# Mindelo (Kap Verde)

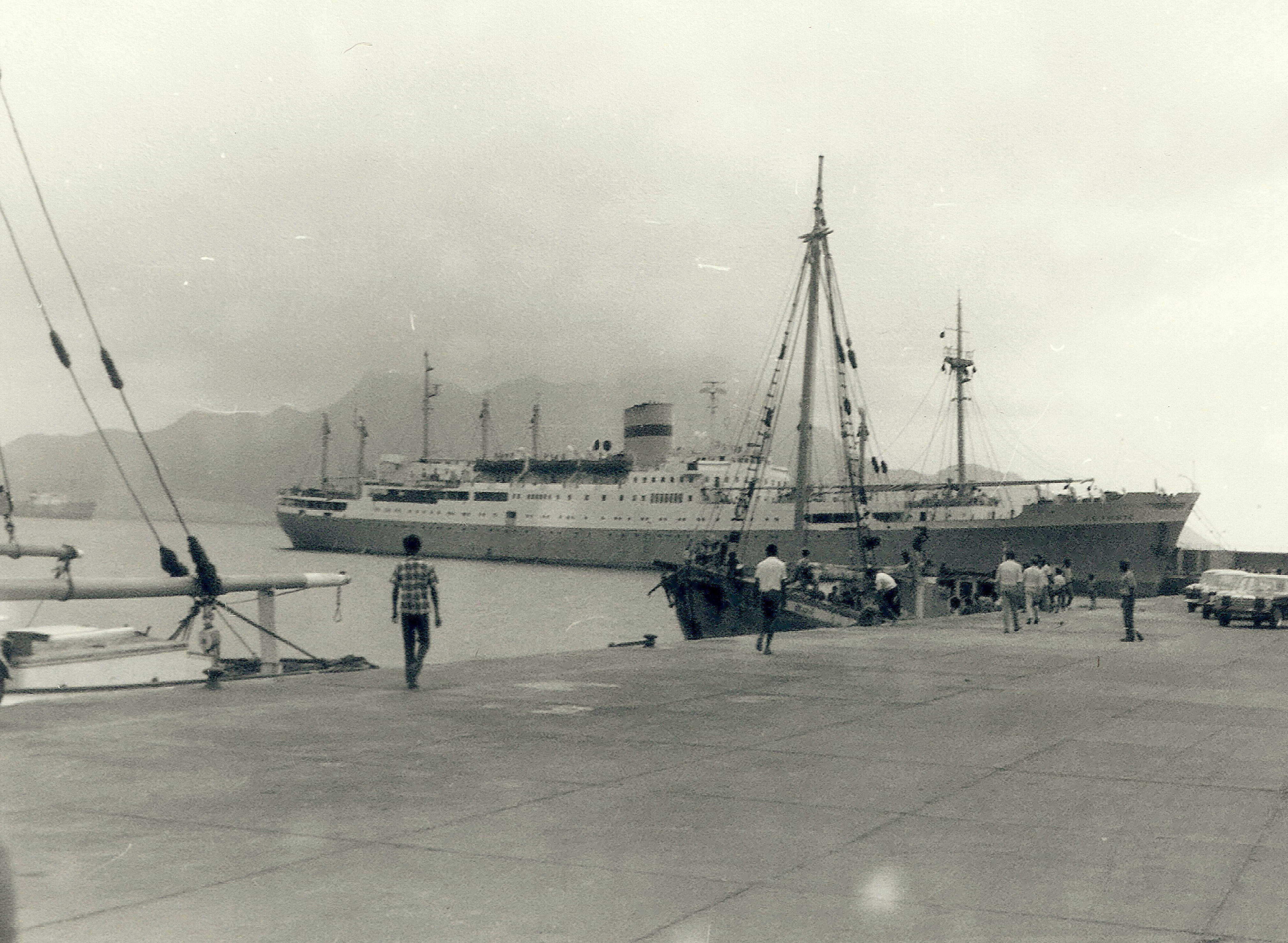
1973

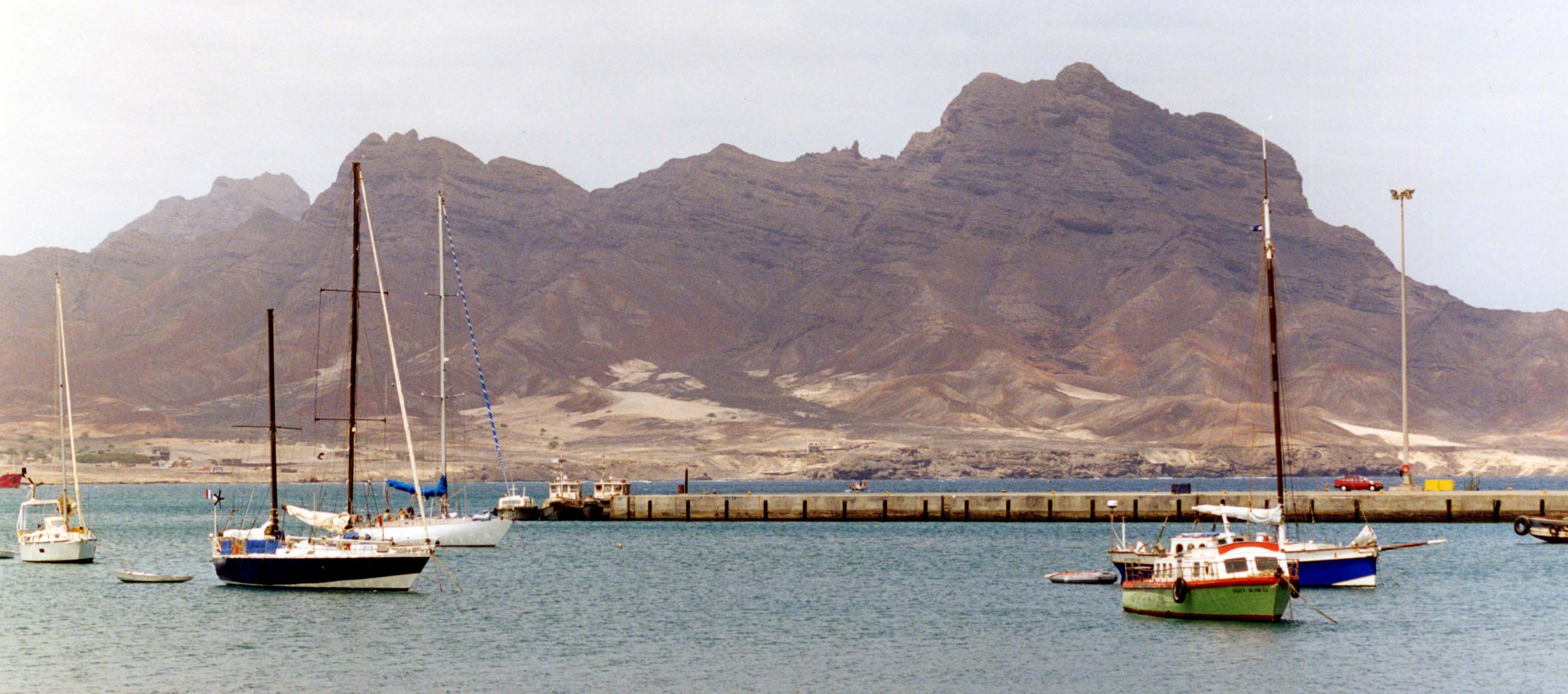
Monte Cara (Blick von Mindelo aus; August 2000)

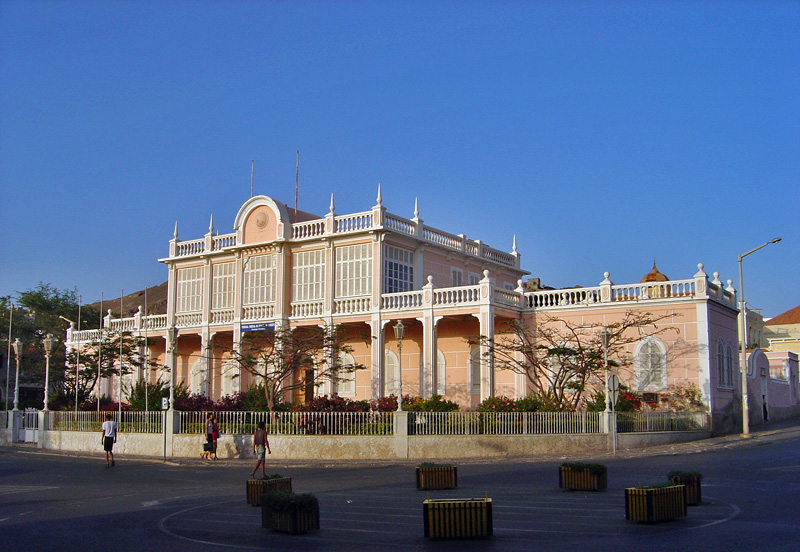
Gouverneurspalast

Mindelo auf der Insel São Vicente (Kap Verde) ist mit 76.107 Einwohnern (2010) die zweitgrößte Stadt der Kapverdischen Inseln.
Der Hafen, der ab 1850 eine wichtige Versorgungsstation auf den Transatlantikrouten war, dient heute als Anlegepunkt für Kreuzfahrtschiffe. Bekannt ist Mindelo für seinen farbenprächtigen Karneval, der an den brasilianischen Karneval erinnert.
Mindelo gilt manchen als die kulturelle Hauptstadt von Kap Verde.

## Geographie
Die Stadt liegt im Nordwesten der Insel São Vicente an der Bucht von Mindelo, einem Krater mit ca. 4 km Durchmesser. Im Monte Cara gegenüber der Stadt kann man eine auf dem Rücken liegende Gestalt mit dem Kopf rechts erkennen.

## Geschichte
Mit dem Beginn der Dampfschifffahrt machten Briten den Hafen von Mindelo zur Versorgungsstation für Kohle. Am Schnittpunkt der Routen Europa-Südafrika-Indien-Australien und Afrika-Südamerika errichtete die Firma Randall ein Steinkohlenlager. Ab 1875 führte die Ansiedlung der Firma Cory Brothers zu erheblich sinkenden Kohlepreisen und die Anzahl der Mindelo anlaufenden Schiffe stieg rapide auf 669 im Jahr 1879. Mit dem Ausbau der Häfen von Dakar (Senegal) und auf den Kanarischen Inseln sank die Bedeutung des Hafens vorübergehend; sie wuchs jedoch Anfang des 20. Jahrhunderts wieder bis auf 2.000 Schiffe pro Jahr an. 1952 wurden die Kohlelager wegen der Umstellung der Schiffe auf Diesel-Betrieb aufgegeben.
1885 wurde in Mindelo eine Schaltstation für das erste transatlantische Telegraphenkabel errichtet, 1912 war Mindelo die bedeutendste Kabelstation im Atlantik, in der neun Kabel zusammenliefen.
2003 war Mindelo die Kulturhauptstadt der portugiesischsprachigen Länder. Im gleichen Jahr wurde durch Papst Benedikt XVI. das römisch-katholische Bistum Mindelo errichtet.

## Sehenswürdigkeiten
- Palácio de Povo (ehemaliger Gouverneurspalast, heute Museum mit wechselnden Ausstellungen)
- Paços do Concelho (Rathaus)
- Centro Nacional de Artesanato (Kunstgewerbehaus)

## Sport
Der 1919 gegründete Fußballverein CS Mindelense ist kapverdischer Rekordmeister. Er empfängt seine Gäste im 5.000 Zuschauer fassenden städtischen Estádio Municipal Adérito Sena. Hier spielen auch weitere Vereine der Stadt. Dazu gehören der dreimalige Meister Derby FC, der 1981 gegründete Batuque FC, und der Académico de Mindelo, ein 1940 gegründeter Filialverein des portugiesischen Klubs Académica de Coimbra, der zweimal vor und einmal nach der Unabhängigkeit 1975 Meister wurde.
Die Basketballabteilung des Académico aus Mindelo wurde zuletzt 2014 Landesmeister (Stand 2015).

## Städtepartnerschaften
Mindelo unterhält Städtepartnerschaften zu folgenden portugiesischen Städten:
- Coimbra, seit 1994[2]
- Mafra, seit 1999[3]
- Porto, seit 1992[4]
- Vila do Conde, seit 1998[5]

## Söhne und Töchter
- Sergio Frusoni (1901–1975), Poet
- António Aurélio Gonçalves (1901–1984), Schriftsteller
- João Cleofas Martins (1901–1970), Autor, Fotograf und Humorist
- Manuel Lopes (1907–2005), Schriftsteller, Mitbegründer der Zeitschrift Claridade
- Yolanda Morazzo (1927–2009), Dichterin
- Ovídio Martins (1928–1999), Poet
- Mesquitela Lima (1929–2007), Anthropologe und Schriftsteller
- Bana (1932–2013), Sänger
- Corsino Fortes (1933–2015), Lyriker und Politiker
- Onésimo Silveira (* 1935), Politiker und Schriftsteller
- Cesária Évora (1941–2011), Morna-Sängerin
- Carlos Veiga (* 1949), von 1991 bis 2000 Premierminister von Kap Verde
- Jorge Carlos Fonseca (* 1950), Politiker, von 2011 bis 2021 Präsident von Kap Verde
- Tito Paris (* 1963), Sänger und Gitarrist
- Daniel Batista Lima (* 1964), Fußballtrainer und ehemaliger -spieler
- Fredson Tavares (Fock, * 1982), Fußballspieler, kapverdischer Nationaltorwart
- Josimar Dias (Vozinha, * 1986), Fußballspieler
- Vagner Gonçalves (* 1996), Fußballspieler

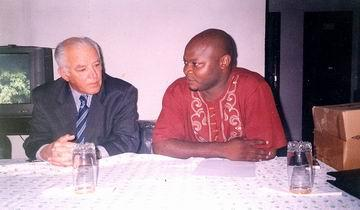
Mesquitela Lima (links), 2005 in Angola
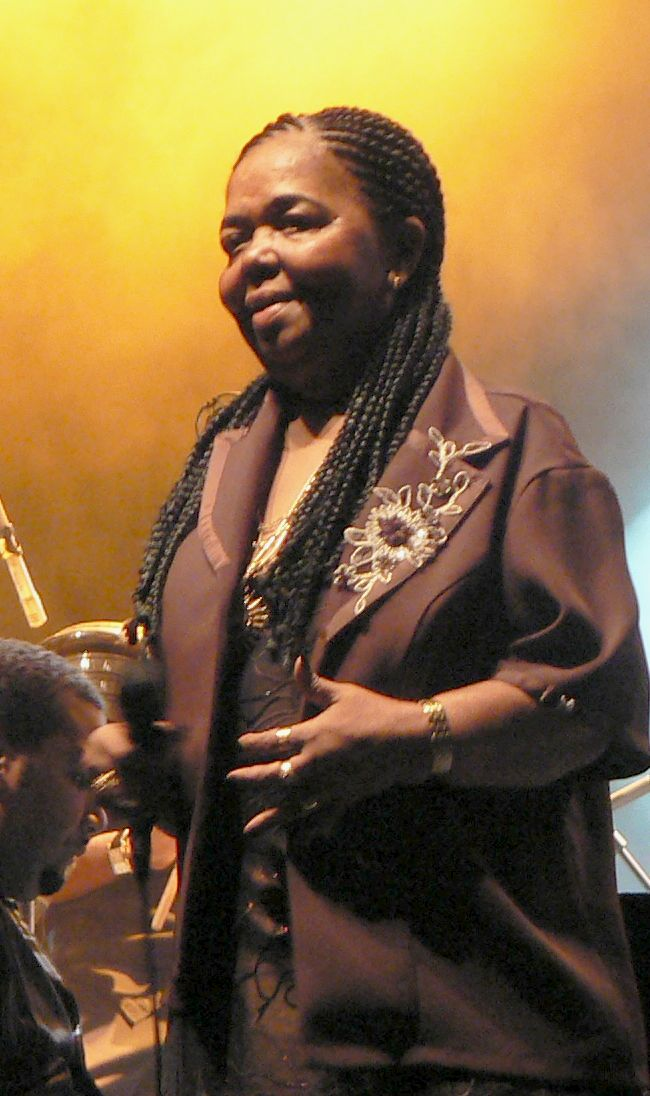
Cesária Évora (2009)
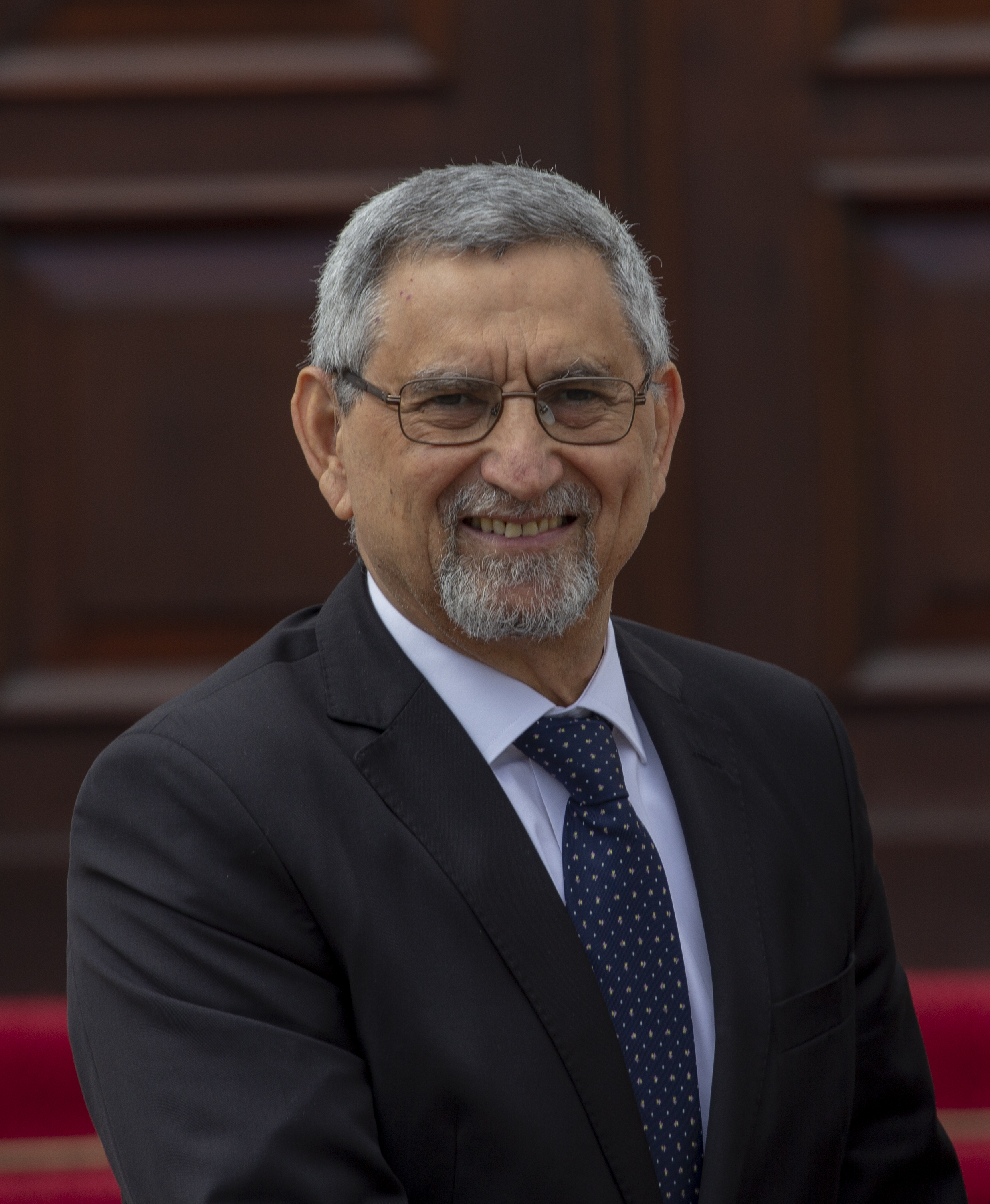
Jorge Carlos Fonseca (2019)
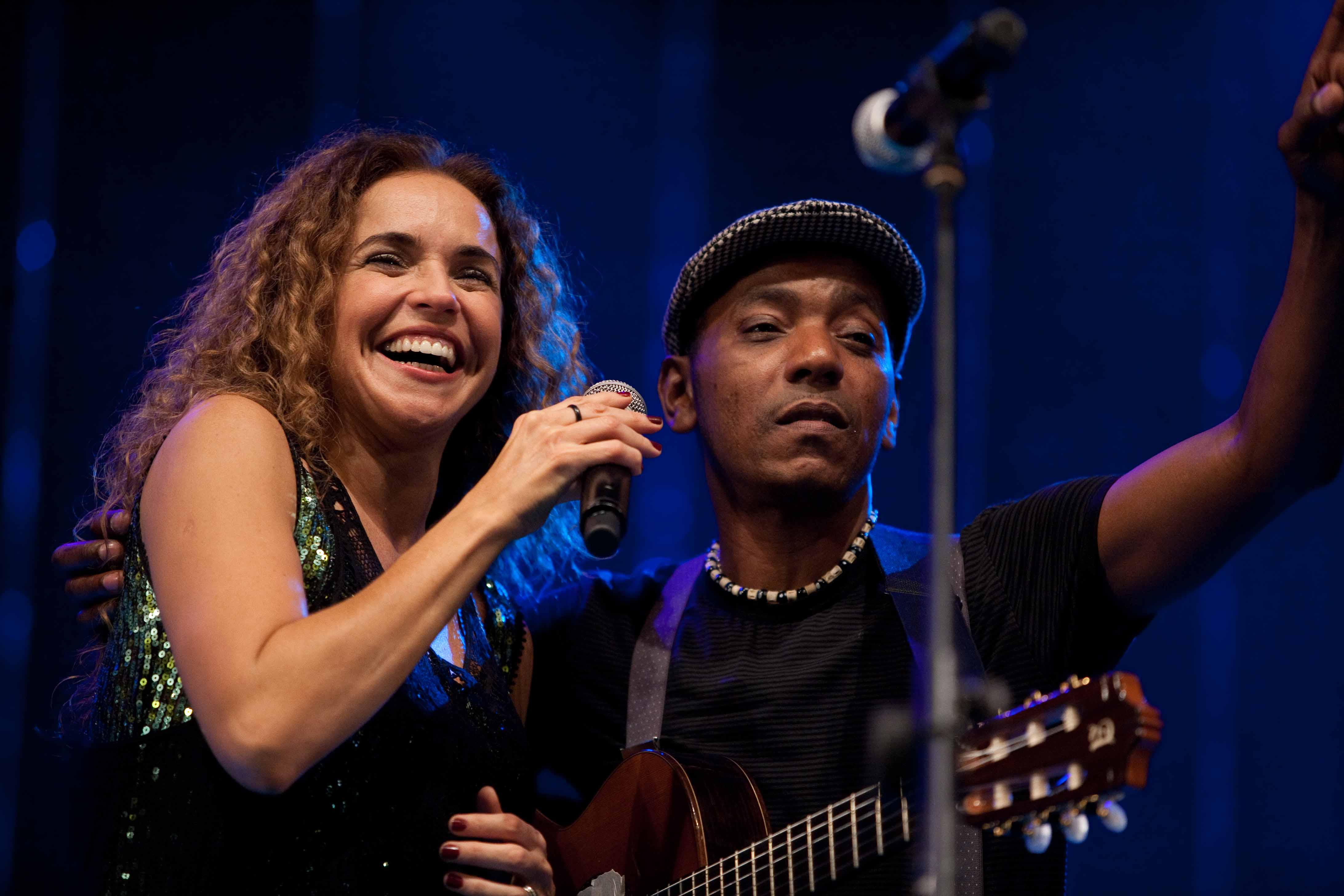
Tito Paris mit Daniela Mercury (2010)
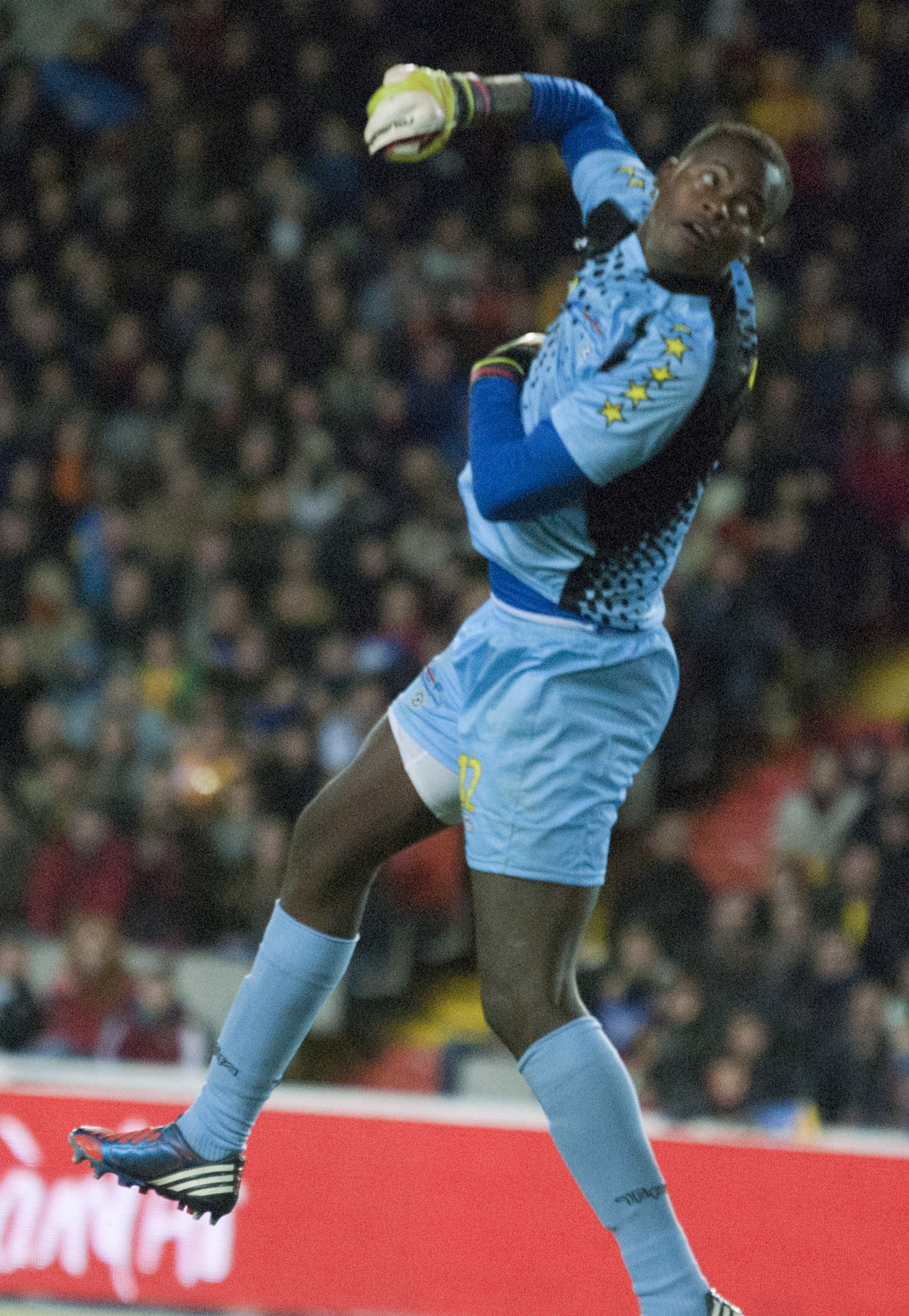
Fredson Tavares (Fock) im Nationaltrikot (2013)

## Klimatabelle
|                       | Jan  | Feb  | Mär  | Apr  | Mai  | Jun  | Jul  | Aug  | Sep  | Okt  | Nov  | Dez  |   |      |
| Mittl. Tagesmax. (°C) | 23,4 | 23,3 | 23,6 | 24,0 | 24,6 | 25,4 | 26,6 | 27,8 | 28,4 | 27,9 | 26,6 | 24,6 | ⌀ | 25,5 |
| Mittl. Tagesmin. (°C) | 19,3 | 19,4 | 19,6 | 20,2 | 20,8 | 21,7 | 22,6 | 23,7 | 24,5 | 24,1 | 23,1 | 21,3 | ⌀ | 21,7 |
|                       |      |      |      |      |      |      |      |      |      |      |      |      |   |      |
| Niederschlag (mm)     | 3    | 5    | 1    | 0    | 0    | 0    | 3    | 20   | 39   | 29   | 18   | 9    | Σ | 127  |
|                       |      |      |      |      |      |      |      |      |      |      |      |      |   |      |
| Sonnenstunden (h/d)   | 7,4  | 8,4  | 8,9  | 9,7  | 9,9  | 9,2  | 8,0  | 7,3  | 7,5  | 7,7  | 7,5  | 6,5  | ⌀ | 8,2  |
|                       |      |      |      |      |      |      |      |      |      |      |      |      |   |      |
| Regentage (d)         | 0    | 0    | 0    | 0    | 0    | 0    | 0    | 3    | 4    | 2    | 1    | 1    | Σ | 11   |
|                       |      |      |      |      |      |      |      |      |      |      |      |      |   |      |
| Wassertemperatur (°C) | 23   | 22   | 22   | 22   | 22   | 23   | 24   | 26   | 26   | 26   | 26   | 24   | ⌀ | 23,8 |
|                       |      |      |      |      |      |      |      |      |      |      |      |      |   |      |
| Luftfeuchtigkeit (%)  | 70   | 70   | 68   | 69   | 72   | 74   | 75   | 76   | 77   | 74   | 72   | 69   | ⌀ | 72,2 |

| 19,3 |

| 19,4 |

| 19,6 |

| 20,2 |

| 20,8 |

| 21,7 |

| 22,6 |

| 23,7 |

| 24,5 |

| 24,1 |

| 23,1 |

| 21,3 |

| 19,3 |

| 19,4 |

| 19,6 |

| 20,2 |

| 20,8 |

| 21,7 |

| 22,6 |

| 23,7 |

| 24,5 |

| 24,1 |

| 23,1 |

| 21,3 |

## Nachweise
1. ↑  Übersicht über die Fussballvereine Mindelos auf www.fussballzz.de, abgerufen am 25. Oktober 2015
2. ↑  Municipios Portugueses – Geminações de Cidades e Vilas: Coimbra (Memento des Originals vom 29. Januar 2016 im Internet Archive)  Info: Der Archivlink wurde automatisch eingesetzt und noch nicht geprüft. Bitte prüfe Original- und Archivlink gemäß Anleitung und entferne dann diesen Hinweis.
3. ↑  Municipios Portugueses – Geminações de Cidades e Vilas: Mafra
4. ↑  Municipios Portugueses – Geminações de Cidades e Vilas: Porto (Memento des Originals vom 23. September 2015 im Internet Archive)  Info: Der Archivlink wurde automatisch eingesetzt und noch nicht geprüft. Bitte prüfe Original- und Archivlink gemäß Anleitung und entferne dann diesen Hinweis.
5. ↑  Municipios Portugueses – Geminações de Cidades e Vilas: Vila do Conde